# Gustav Badin

Badin, porträtt utfört av Gustaf Lundberg 1775.

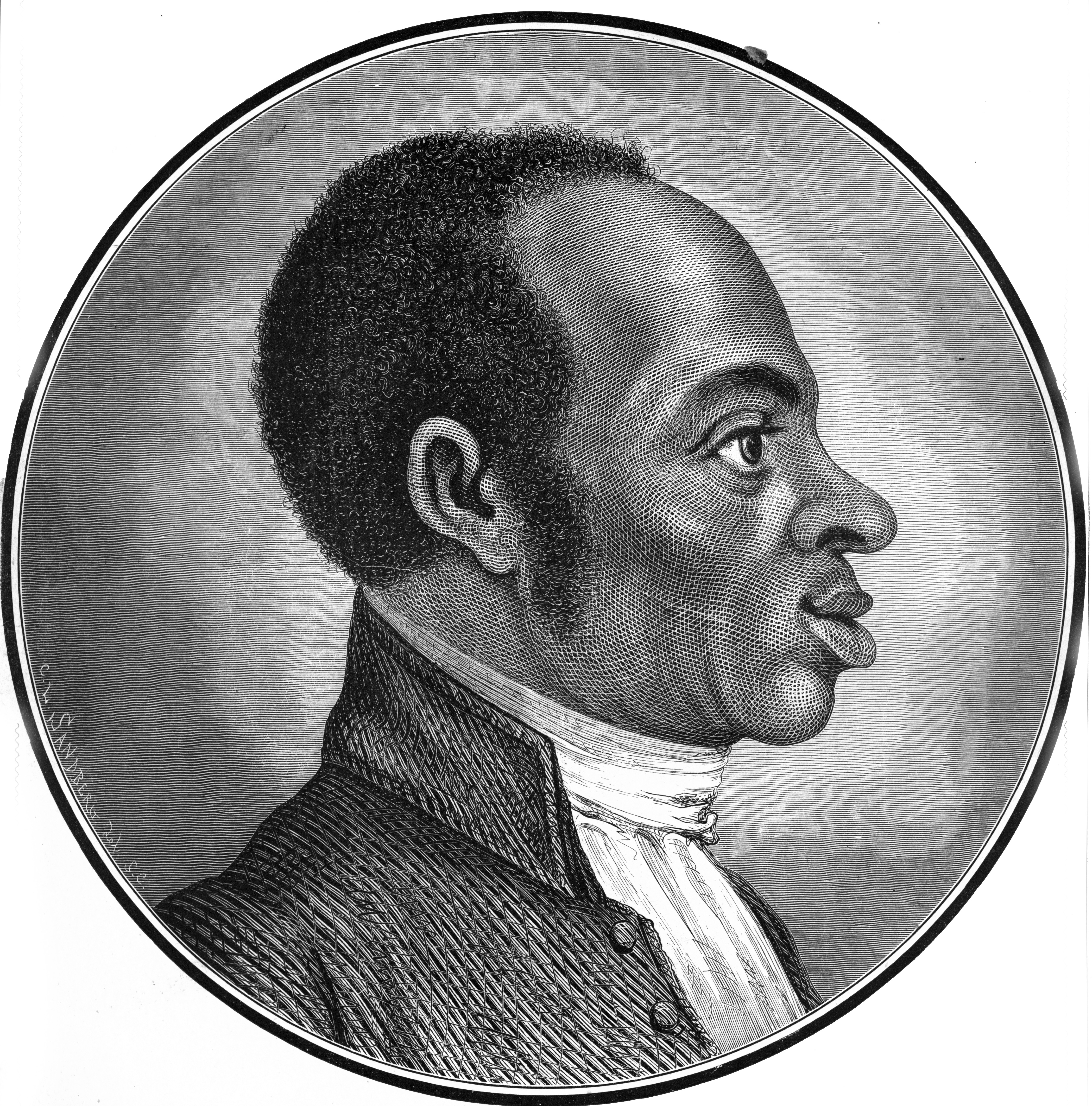
Gustav Badin på xylografi 1877.

Adolf Ludvig Gustav Fredrik Albert Badin, född cirka 1747, död 18 mars 1822 i Stockholm, var en svensk hovtjänare (Kammermohr) och senare fosterson och betjänt hos drottning Lovisa Ulrika. Han var född slav och hans namn var ursprungligen Couchi, men han fördes som barn till Sverige och blev fosterson till drottning Lovisa Ulrika.
Vid hovet fick han namnet 'Badin' (gyckelmakare, en som talar tok; se badinage, skämt, gyckel i SAOB). Hans namn ses även sedan 2023 skrivet 'Kwasi' av vissa intresseorganisationer och författare, men det finns inget historiskt belägg för att Badin bar det namnet.
Badin växte upp vid hovet med en fri uppfostran i upplysningstidens anda och fick en unik ställning som lekkamrat till kungabarnen. Han kom att spela en betydande roll i det gustavianska hovet och är i dag uppmärksammad som en av de tidigaste afrikanerna i svensk historia med bevarade egna skrifter.

## Bakgrund och uppväxt
I sin dagbok menar Gustav Badin själv att han föddes på den afrikanska kontinenten (sannolikt Ghana). Det var dock från den danska ön Saint Croix i Västindien som han fördes till Europa, vid runt tio års ålder. Han ägdes först av guvernören Christian Lebrecht von Pröck, som tog Badin med sig när han 1758 återvände till Danmark. Där överlämnades han till kommerserådet Gustaf de Brunck och hans hustru Elisabeth Christina Völschov med uppdraget att lämna över honom till det svenska kungaparet Adolf Fredrik och Lovisa Ulrika, vilket skedde 1760. Badin kom inte till Sverige med von Reiser.
Elisabeth Christina Völschov hade en bror som var barndomsvän med Carl Michael Bellman och förmodligen blev Bellman och Badin goda vänner redan 1760.

Lovisa Ulrika bestämde sig för att ge honom en helt fri uppfostran i enlighet med den tidens idéer från Rousseau. Han var lekkamrat till kungabarnen och tilläts tala till dem och behandla dem på det sätt som han själv fann för gott. I bevarade texter beskriver flera samtida höga ämbetsmän Badins vilda manér och upptåg, inte utan en viss förfäran. En av dem var friherre Fredrik Sparre, senare rikskansler, som skrev:
| ” | Kronprinsen kallar han ofta "Gustav, du skurk", prins Fredrik "Munsjör Snus" o. s. v.; men det lämnas honom fritt språk. I rummen springer han fram och tillbaka, huru han behagar, och knuffar alla undan, vilka de ock måtte vara, som kunna finna sig i hans väg. Vid bordet hänger han sig emellan kungens och drottningens stolar, dinglande fram och tillbaka på vilkendera honom behagar. Vid desserten lyftes han upp på bordet, där han spatserar av och an emellan tallrikar och platåer, pratar i ett och säger som oftast de smutsigaste sottiser. | „ |

Den samtida överceremonimästaren vid hovet antecknade om honom: "Han kallade de kunglige personerna och alla, som han kände, ’du’ och njöt ett nådigt förtroende av den kungliga familjen. Han var i högsta grad diskret, och ehuru han kände noga den tidens händelser och det som kunnat passera inom hovet, hörde man honom aldrig nämna något därom."
Den 8 oktober 1764 uppvaktade han Sofia Albertina vid hennes födelsedag med följande dikt:
| ” | Jag som en utaf de svarta, obekant med landets sed. Gjör en önskning i mitt hjerta, öfver vår Prinsessa med. Men jag kan ej så beskrifva, hvad för gådt jag önska vill. Jo, at hon må nögder blifva, många flera åldrar till. | „ |

Han växte upp till en intelligent och pålitlig person med gott självförtroende. Hans nymodiga, fria uppfostran höll dock inte riktigt i längden; hovet blev tvunget att tänka om och göra den mer "strukturerad". Så småningom undervisades Badin i kristendom och latin av Nathanaël Thenstedt. Han döptes den 11 december 1768 i Stockholms slottskapell med överhovpredikanten Enbom som officerande präst och hela kungafamiljen närvarande. Dopnamnen Adolf Ludvig Gustaf Fredrik Albert fick han efter sina faddrar kung Adolf Fredrik, drottning Lovisa Ulrika, kronprins Gustaf, prins Fredrik Adolf och prinsessan Sofia Albertina. När Badin inte använde alla sina förnamn skrev han sig Adolf Ludvig Badin Couchi, men aldrig Gustav Badin.

## Yrkesliv
Badin var först betjänt hos drottning Lovisa Ulrika och från ca 1776 hovsekreterare. Han lärde sig franska och deltog som dansare i en balett säsongen 1769–1770 och spelade säsongen 1770–1771 huvudrollen i Arlequin Sauvage, en pjäs om hur "den ädle vilden" möter civilisationen, samt även i en erotisk pjäs, alla dessa uppsatta av den franska teatertruppen. Han medverkade, liksom andra medlemmar av hovet, vid olika festspel och amatörpjäser, som till exempel i februari 1776 då han uppträdde i pjäsen "Marknaden i S:t Germain". Från 1782 levde han privatliv som bonde.
Vid Lovisa Ulrikas död 1782 hämtade Badin och hovkvartermästare Isaac Laurent, på hennes begäran, dokument på Fredrikshovs slott och förde dem till prins Fredrik Adolf och prinsessan Sofia Albertina på Svartsjö slott, som brände upp dem innan Gustav III fick tag i dem. Då Gustav III fick veta detta ska han ha sagt till Badin: "Vet du väl, svarta människa, att sådant kan kosta ditt hufvud", varpå Badin svarade: "Det är i eders majestäts våld, men jag har ej kunnat handla annorlunda".

## Privatliv

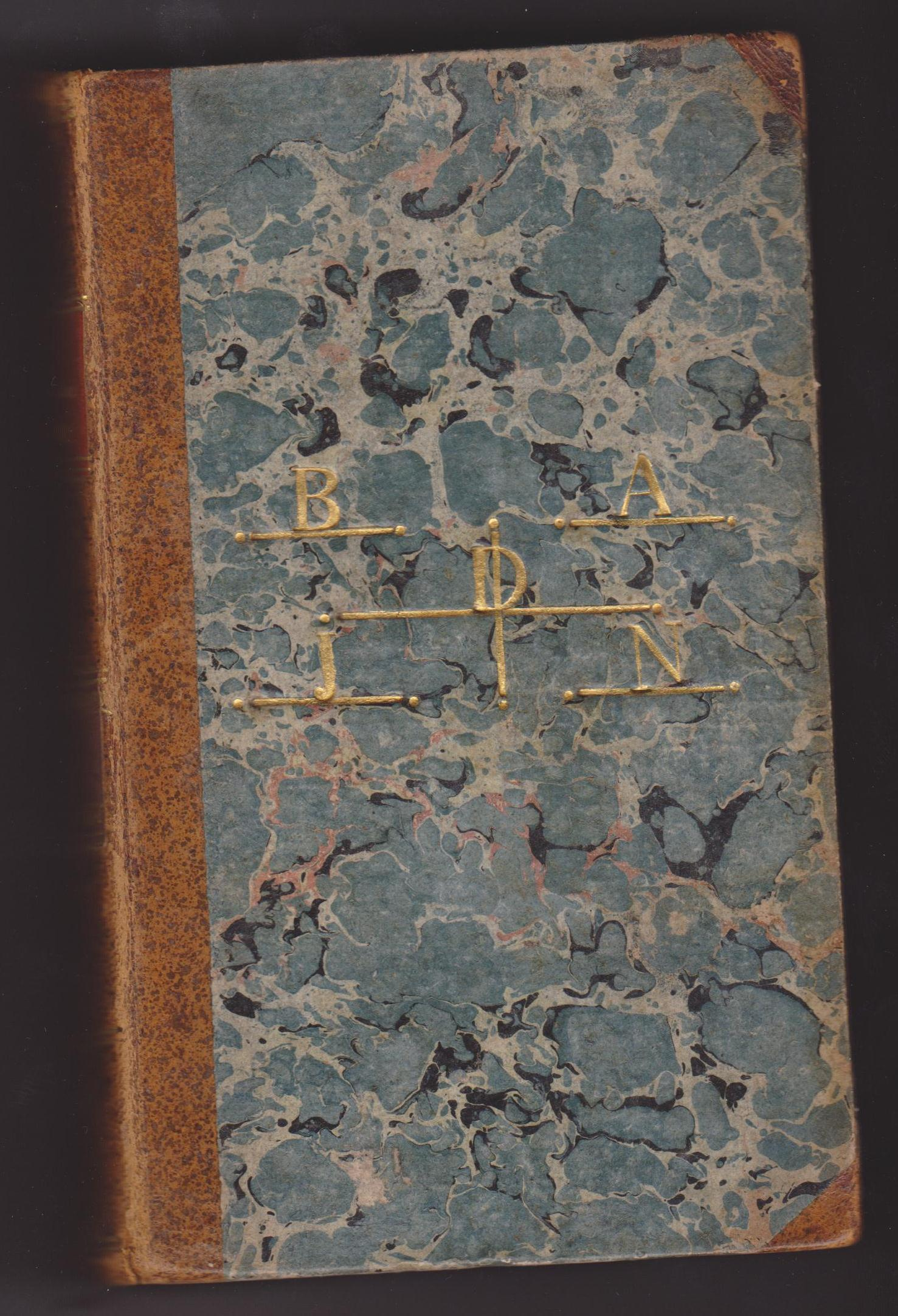
En bok ur Badins bibliotek. B A D I N är präglat i guld på frampärmen.

Efter Lovisa Ulrikas död 1782 fick Badin två gårdar i Uppland och en i Södermanland i bröllopsgåva av Gustav III. Badin beviljades samtidigt pension, som årligen betalades ut av prinsessan Sofia Albertina, samt titeln assessor för att höja pensionen till 200 riksdaler.
Badin var medlem i Svea Orden från 3 Augusti 1800, där han benämns hovsekreterare; i Timmermansorden (1793), där han benämns assessor och lantman, och i Par Bricole. I Par Bricole var han dansmästare och ansvarig för nöjet och som sådan mycket uppskattad; på Barbaradagen 1799 blev han vice guvernör inom orden, vilket var näst högsta grad.  Han var även sedan 1773 medlem i Frimurarna, som eventuellt bekostade hans begravning.
Att Badin var tämligen bildad visas inte minst av hans efterlämnade boksamling, som såldes på auktion i Stockholm 1822. Den omfattade över 1000 volymer, mestadels på franska, och många av böckerna hade understrykningar och kommentarer av Badins hand. På försättsbladet till sin bibel hade han skrivit: "Tillhör Adolphe Ludvig Gustaf Fredrik Albrecht Coichi Badin. Han var föder Bland Trällar, vandrade bland dem, men då Ljuset tändes önskad han att dö den Frijes död."
Badin var gift två gånger, men avled barnlös (1784 fick han en dödfödd dotter i första äktenskapet). Vid hans första giftermål 1782 agerade Gustav III giftoman, vilket innebär att Badin vid ungefär trettio års ålder inte räknades som myndig. Han gifte sig 1782 med grosshandlardottern Elisabeth Svart (död 1798) och 1799 med den tjugo år gamla skeppstimmersmansdottern Magdalena Eleonora Norell (död 1843), efter hans död kallades Eleonora Badin ibland för "moriansänkan" i Maria församlings kyrkoböcker. Som gift hade Badin flera inneboende, oftast släktingar till både hans första och andra maka och en gång en fosterdotter, den tio år gamla Christina.
Badin begravdes vid Katarina kyrkogård. Hans grav har inte kunnat lokaliseras men enligt källor skall han vara begravd vid den "öfra jorden".

## Kontext
Gustav Badin var det kanske mest kända exemplet på de utomeuropéer som togs till Sverige som tjänare och som ursprungligen var slavar. Ett annat exempel är fem morianer, indier, från Bengalen i Indien, varav två döptes i Björkö församling i Småland,  "morianskan" Daphne i juni 1783, och "morianen" Pluto i januari 1785.

## Eftermäle

### Dagboken
Badins anteckningsbok, felaktigt kallad dagbok, finns vid Uppsala universitetsbibliotek. Ett digitalt faksimil har offentliggjorts av Litteraturbanken. Hans memoarer finns hos Par Bricole, en brevsamling på Kungliga Biblioteket, och hans Tankar om treenighetsläran på Linköpings stiftsbibliotek. Han skrev också anonyma insändare i dagspressen.

### Badin inom fiktion
Badin användes senare som en litterär förebild i Magnus Jacob Crusenstolpes roman om slottslivet, Morianen, eller Holstein-Gottorpiska huset i Sverige. Han skildras också som huvudperson i Ylva Eggehorns fiktiva och erotiska skildring En av dessa timmar och Ola Larsmos Maroonberget.
Badin förekommer även i August Strindbergs pjäs Gustaf III. I TV-inspelningen från 1974 gestaltas han av en brunmålad Jan Nygren. I filmen Hans Majestäts rival från 1943 spelas Badin av Manne Grünberger. Han förekommer även i ett stort antal andra litterära alster.
I oktober 2024 hade Gustavia, en balett om Badins tidiga levnadsår, premiär på Kungliga operan. För regi och libretto stod Amir Chamdin. Rollen som Badin spelades främst av Guillaume Diop. 

### Minnessten

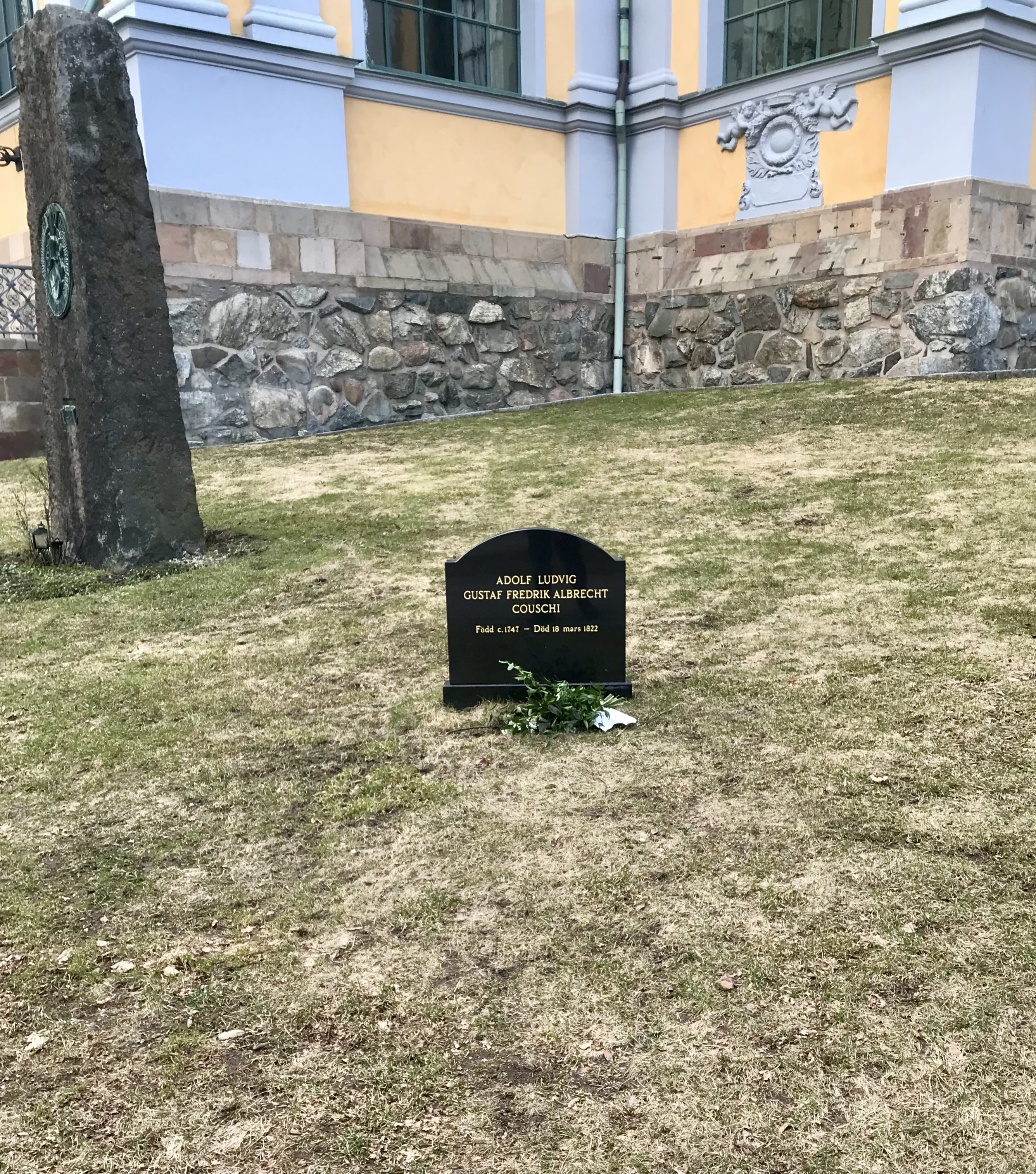
Minnesstenen på Katarina kyrkogård.

Kyrkogårdsnämnden beslutade den 19 april 2023 att Stockholms stads kyrkogårdsförvaltning skulle ta fram ett förslag till uppförande av en minnessten över Gustav Badin på Katarina kyrkogård. Beslutet fattades efter förslag av Afrosvenskarnas riksorganisation. Minnesstenen avtäcktes av kronprinsessan Viktoria på frihetsdagen den 9 oktober 2023, minnesdagen som högtidlighåller avskaffandet av slaveriet på Svenska Sankt Barthélemy år 1847. På gravstenen används stavningen Couschi. 

## Skönlitteratur
- Crusenstolpe, Magnus Jacob (1840–1844). Morianen, eller Holstein-Gottorpiska huset i Sverige: tidsbilder, tecknade på fästningen. 1–6. Stockholm. Libris 1682544. http://litteraturbanken.se/#!forfattare/CrusenstolpeMJ/titlar/MorianenAndra/info/etext
- Eggehorn, Ylva (1996). En av dessa timmar : roman. Stockholm: Bonnier. Libris 7149560. ISBN 91-0-056283-1
- Larsmo, Ola (1996). Maroonberget : roman. Stockholm: Bonnier. Libris 7149564. ISBN 91-0-056288-2